# Terminal Frost
Terminal Frost ist ein Instrumentalstück der britischen Band Pink Floyd, das auf dem 1987er Album A Momentary Lapse of Reason erschienen ist. Es war auch B-Seite der Single zu Learning to Fly.

## Aufnahme
Nick Mason fehlte wegen der langen Schaffenspause von Pink Floyd die nötige Routine am Schlagzeug, so dass er bei der Aufnahme einen Drumcomputer spielte. Die Saxophone wurden von Tom Scott und John Helliwell gespielt, letzterer ist bekannt als Bandmitglied von Supertramp. Helliwell spielte als Gegenleistung auf der Aufnahme mit, nachdem David Gilmour zuvor auf dem Supertramp-Album Brother Where You Bound mitgewirkt hatte.

## Musiker
- David Gilmour – Gitarre
- Nick Mason – Drumcomputer, Soundeffekte

zusammen mit:
- Rick Wright – Klavier, Kurzweil Synthesizer
- Jon Carin – Keyboards, Synthesizer
- Tom Scott – Saxophon
- John Helliwell – Saxophon
- Bob Ezrin – Perkussion